# Ротсей
Ро́тсей (англ. Rothesay, шотл. гел. Baile Bhòid) — місто в Шотландії.

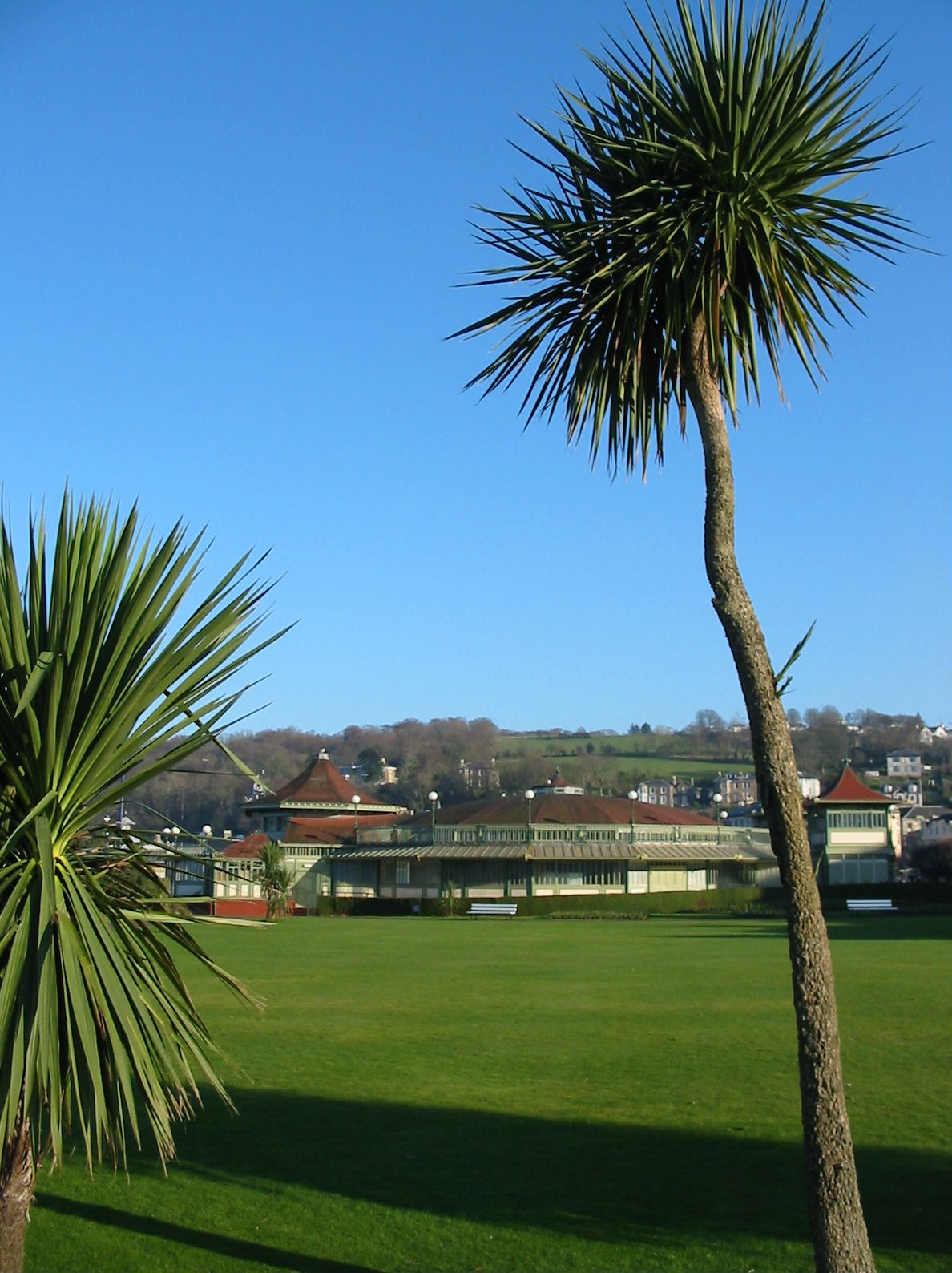

Місто Ротсей розташовується на острові Бьют, поблизу західного узбережжя Шотландії, в області Аргайл і Бьют. Кількість його населення становить 4 850 чоловік (станом на 2009 рік). У центрі міста знаходяться руїни замку Ротсей, зведеного у XIII столітті, та стіни якого мали незвичайну для Шотландії круглу форму. У середньовічній Шотландії титул герцог Ротсей носив спадкоємець престолу — починаючи з часів правління короля Роберта III, який тривалий час жив у замку Ротсей і вперше надав цей титул своєму сину Давиду у 1398 році. Титул було збережено для спадкоємців шотландської корони і після об'єднання Англії та Шотландії у 1606 році та приблизно відповідає англійському титулу герцог Корнуольський.

## Видатні особи
Джон Колум Крічтон-Стюарт, 7-й маркіз Бьют, граф Дамфризький, успішно виступав у міжнародних автоспортивних змаганнях під ім'ям Джонні Дамфріз.